# Timioderus acuminatus
Timioderus acuminatus är en stekelart som beskrevs av John M. Heraty 1994. Timioderus acuminatus ingår i släktet Timioderus och familjen Eucharitidae. Inga underarter finns listade i Catalogue of Life.